# Morups Tånge
Morups Tånge, tidigare Mothorp. är ett område strax söder om Glommen, Falkenbergs kommun i Halland. Området som ligger i Morups socken är en stenig landtunga som sträcker sig långt ut i havet (därav namnet tånge, besläktat med tunga och som i detta fall betyder udde). I området finns en 27,6 meter hög fyr och ett naturreservat med samma namn. Det är omnämnt sedan åtminstone 1585, då det fanns utmärkt på holländska sjökort. 

## Fyren och Glomstenen
Området har varit känt för att vara svårt att segla i. Under hundra år hade ett tjugotal fartyg förlist på reven utanför tången. Därför började man anlägga en fyr 1841 som tändes 1 november 1843. Innan fyren byggdes användes ett flyttblock, Glomstenen, av fiskarna för orientering.
Kring fyren växte upp en fiskehamn som först kallades Glummen men som idag går under namnet Glommen. De flesta av byggnaderna runt fyren byggdes 1870-1871. Fyren elektrifierades 1930 och blev obemannad 1962. Den renoverades 1975 då den fick ett ytskikt av stålfiberbetong.

## Naturreservatet
Morups Tånge är en populär fågellokal där ornitologer både skådar höst- och vårsträcket över havet, samt söker av revlarna och tångbankarna efter vadare. Området blev naturreservat 1946 och har en yta på 210 hektar, varav 90 hektar land. Det är privatägt.

## Guldfyndet vid Morups tånge
Inom arkeologin är Morups tånge känt för ett guldfynd i form av en armring. Armringen är vriden av två breda guldtenar och ändarna är omlindade och typen kallas i arkeologiska kretsar för en svf 601-typ. På armringen sitter en mindre oornerad och enkel fingerring i guld, samt tre fragment av en punsornering fingerring i samma material. Armringen, som stilmässigt dateras till vikingatiden, betraktas av vissa som ett depåfynd, av andra som ett lösfynd, och hittades tillsammans med ringarna vid bärgning av tång under 1900-talets första decennium, och har eventuellt legat länge i havet. Armringen är mycket tjock och ett av de få guldfynd från vikingatiden som gjorts i Halland.